# تاتيانا جريتسي ميل
تاتيانا جريتسي-ميل (اليونانية: Τατιάνα Γκρίτση-Μιλλιέξ؛ ولدت في 1920- وتوفت في 14 فبراير 2005) كانت روائية وصحفية يونانية.

## عنها
ولدت في أثينا ودرست في جامعة أثينا، ولكن أنهت دراستها بعد وقت قصير، حيث ذهبت لدراسة الفرنسية في المعهد الفرنسي وقد التقت بزوجها روجيه ميل (4 يوليه 1913-7 يوليه 2006)، وكان معهما طفلان.
في أثناء احتلال المحور لليونان تطوعت في «الصليب الأحمر اليوناني».
ظلت مع زوجها في أثينا حتى عام 1959، حيث عملت في مركز دراسات آسيا الصغرى، أثناء المشاركة في معارض الرسم المختلفة في جميع أنحاء اليونان، مع تكثيف أعملها الكتابية.
من عام 1959 وحتى عام 1971 عاش الزوجان في قبرص، حيث تم نقل السيد ميل إلى المعهد الفرنسي القبرصي.
وغادروا لاحقاً لجنوة، في إيطاليا. خلال المجلس العسكري اليوناني 1967-1974، وقد فقدت تاتيانا جنسيتها اليونانية، وهكذا التحقت بحملة مناهضة المجلس العسكري.
وعادوا إلى اليونان وعملت كصحفية وناقد وكذلك قد اشتغلت بعدة وظائف صحفية وكتابية وزغيرها وتنقلت بين الصحف والمجلات، وقد توفيت في أثينا.

## روابط خارجية
- "Κείμενα Νεοελληνικής Λογοτεχνίας Γ΄ Γενικού Λυκείου - Μια ιστορία αντίστασης - Τατιάνα Γκρίτση Μιλλιέξ"